# Ahlener Eiche
Die Ahlener Eiche ist ein Naturdenkmal in Ahlen, einem Teilort von Uttenweiler, im Landkreis Biberach in Baden-Württemberg.

## Beschreibung
Die Ahlener Eiche befindet sich im Eichenweg, ungefähr 200 Meter unterhalb der sogenannten „Ahlener Höhe“. Die Stieleiche ist 13 Meter hoch und hat einen Stammumfang von 4,30 Meter. Über das Alter des Baums besteht Uneinigkeit; die Rede ist von 500 bis mehr als 700 Jahren. Die Baumkrone des Naturdenkmals ist teilweise mit Seilen gesichert.
In Stamm der Ahlener Eiche befindet sich etwa auf Kopfhöhe eine Öffnung mit dem eingewachsenen Fragment eines hölzernen Bildstocks der Barockzeit, das den leidenden Christus an der Martersäule darstellt. Vor dem nur etwa 30 bis 40 cm großen Bildwerk ist zum Schutz ein Gitter angebracht, das mittlerweile ebenfalls eingewachsen ist.
Der Rundumblick vor dem Baum zeigt im Norden den Bussen, in westlicher Blickrichtung die Heuneburg, den Federsee und reicht im Süden bei klarem Wetter bis zu den Alpen.

An der Ahlener Eiche hat der oberschwäbische Dialektdichter Michel Buck im 19. Jahrhundert mehrere Gedichte verfasst. Eine Kuriosität ist es, dass Buck in dem eigens der Ahlener Eiche gewidmetem Gedicht „Voar Ahla stôht a Linda“ (1848) von einer Linde spricht. 

Bildergalerie
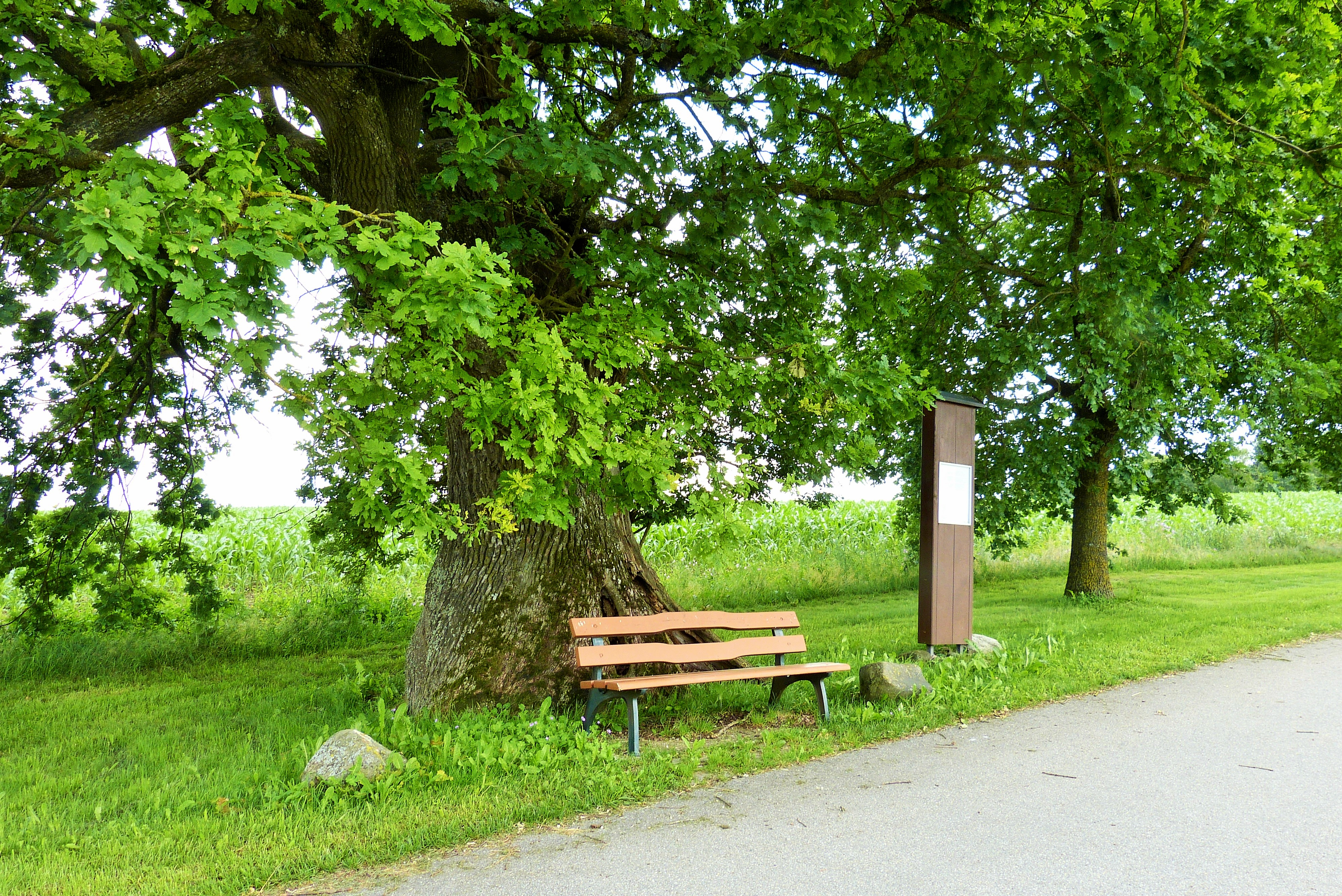
Gesamtaufnahme mit Aussichtsbank und Informations-Stele (2021)
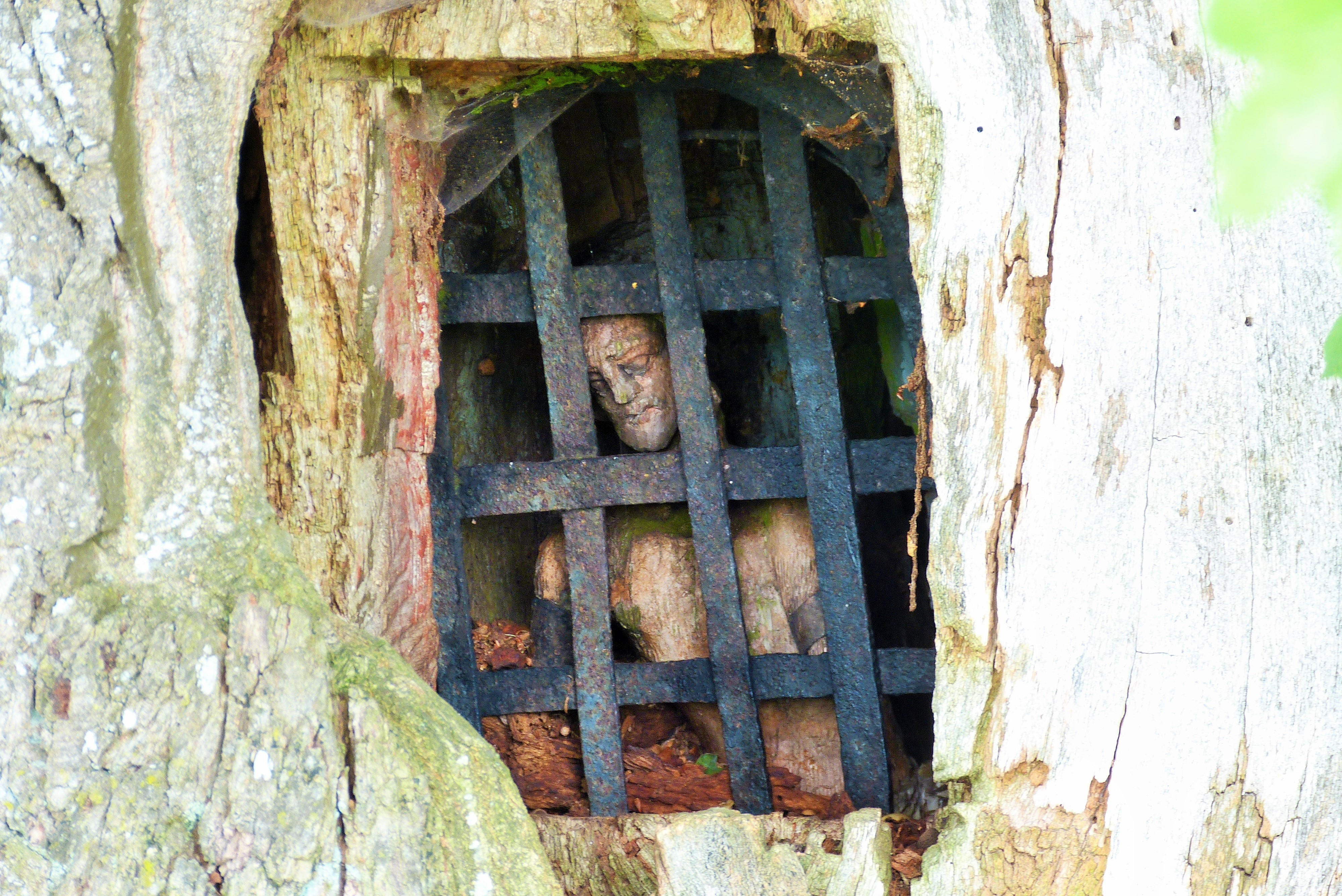
Eingewachsenes Christusbild (Aufnahme 2021)
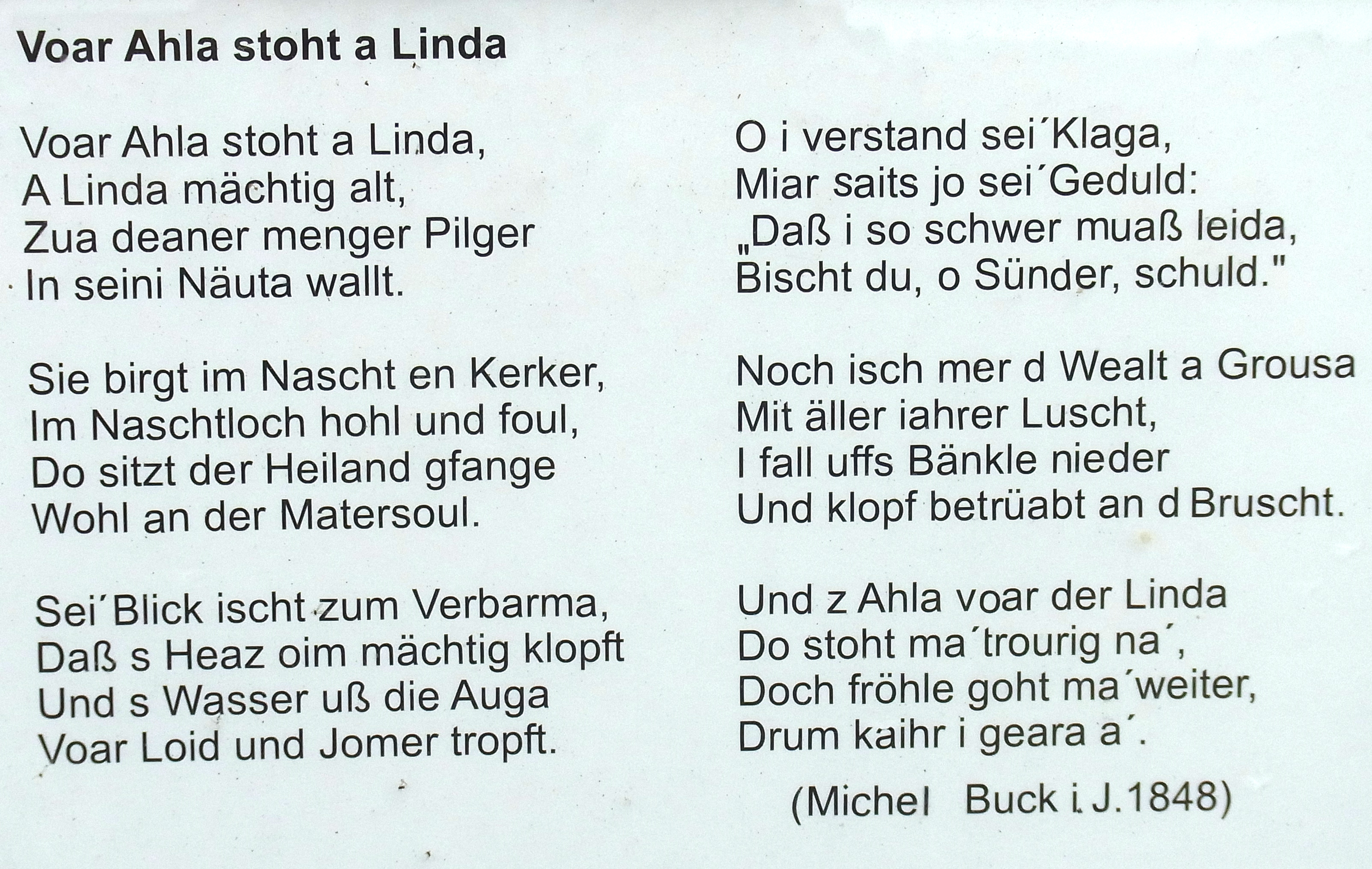
Gedicht von Michael Buck, auf der Informationstafel neben der Eiche (Aufnahme 2011)
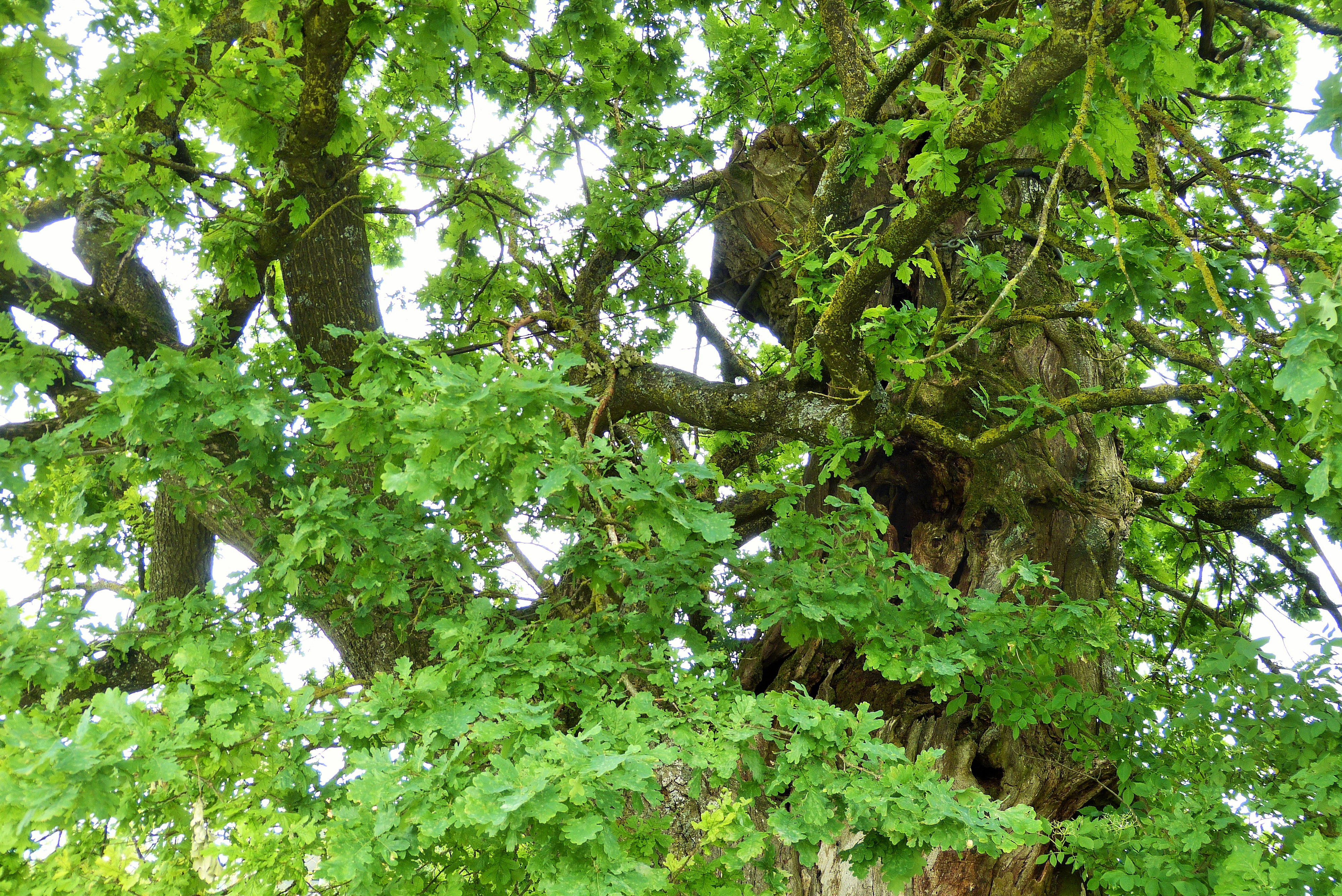
Seilabsicherung der Eiche (Aufnahme 2021)
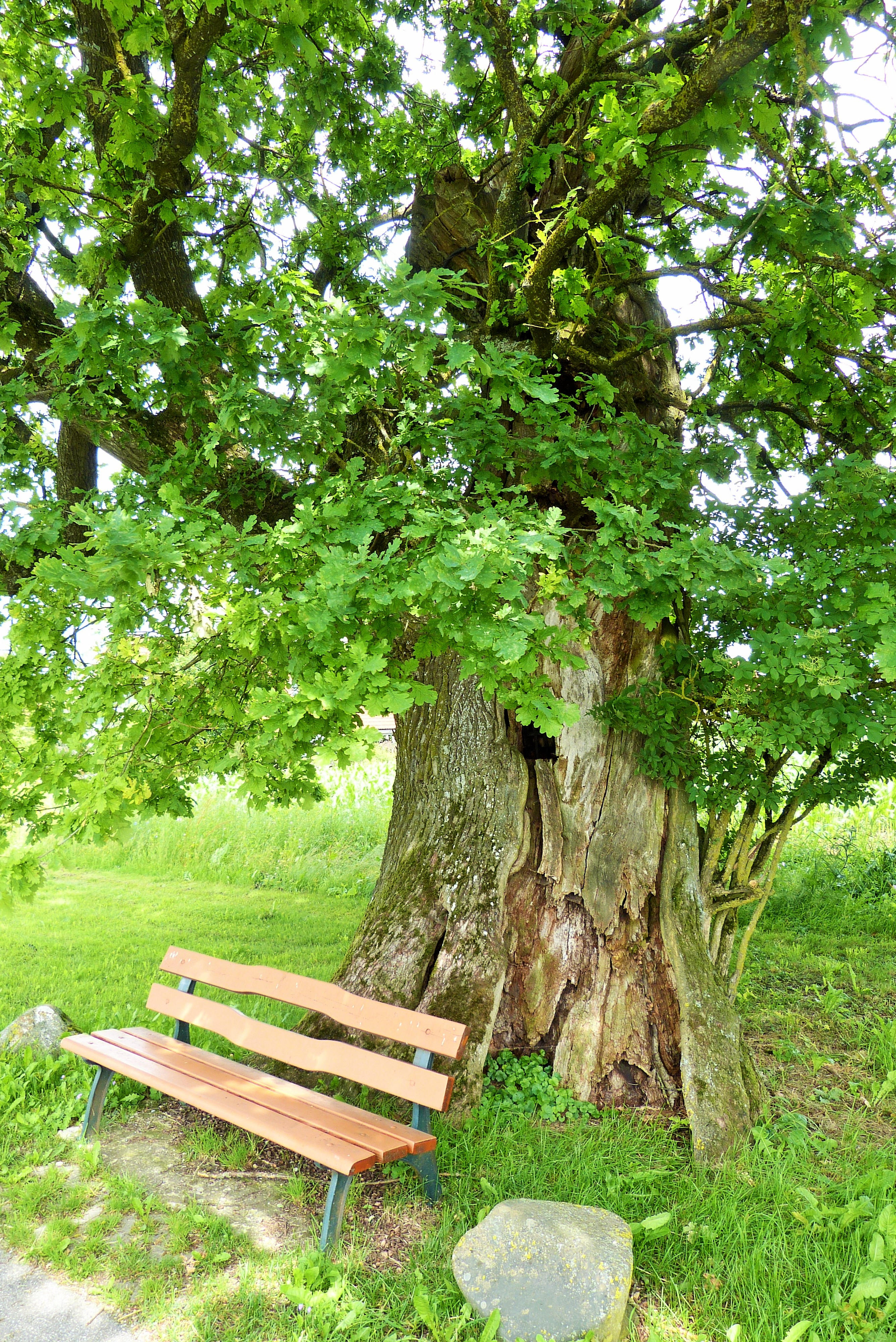
Ahlener Eiche (Aufnahme 2021)
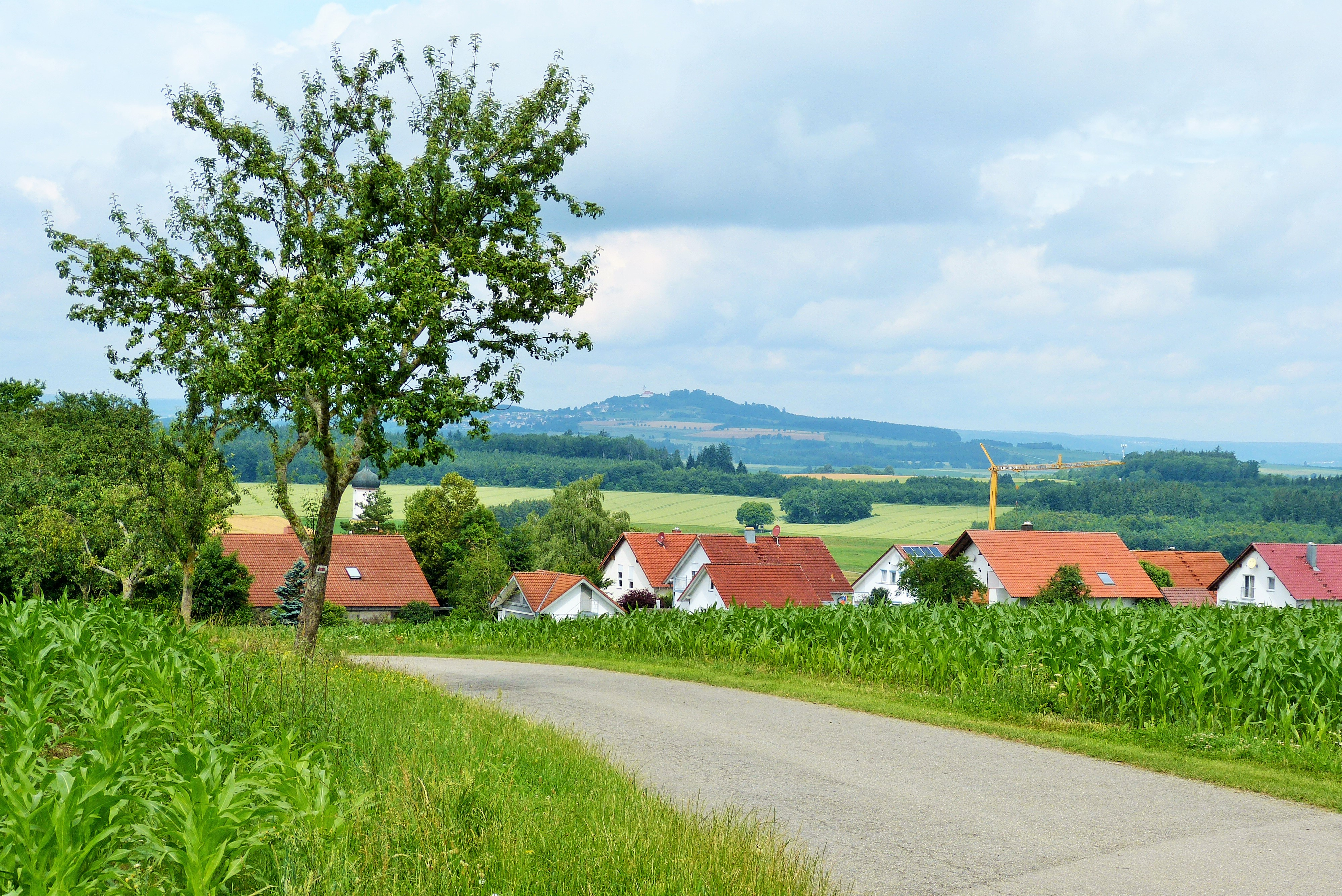
Ahlener Eiche – Blick zum Bussen (Aufnahme 2021)
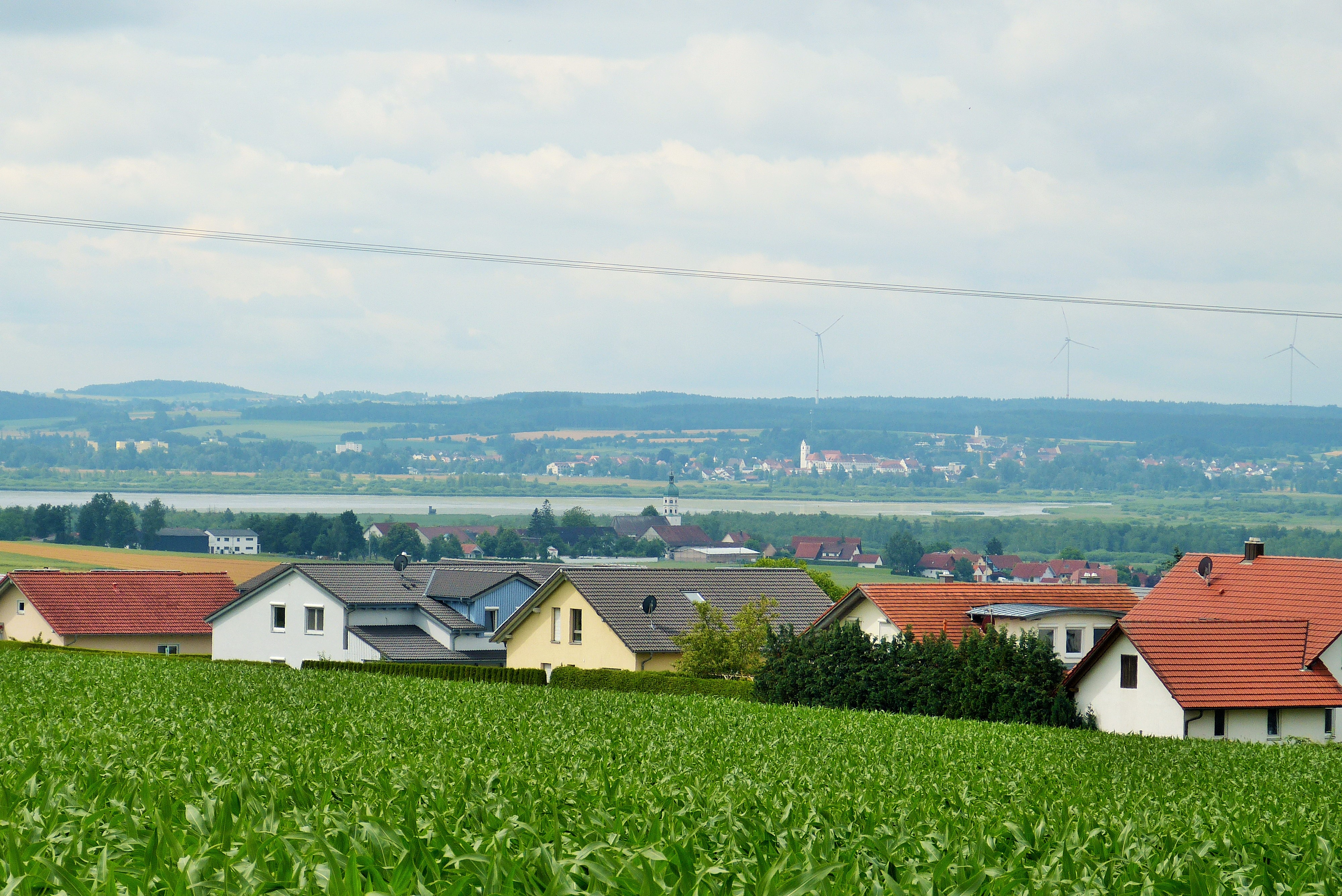
Ahlener Eiche – Blick zum Federsee (Aufnahme 2021)